# ユーリイ・アンネンコフ

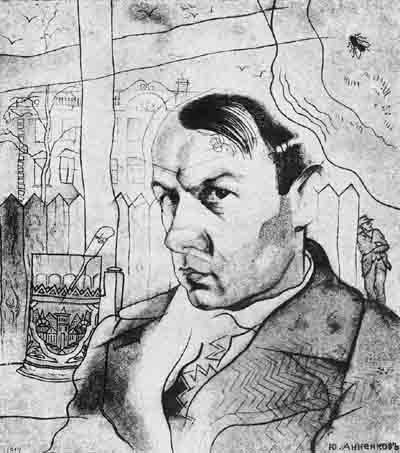
1917年のY・アンネンコフ

ユーリイ・アンネンコフ（Ю́рий Па́влович А́нненков, 1889年7月23日 - 1974年7月12日）は、20世紀ロシアの画家、舞台美術家、作家。作家としての異名に「ボリス・テミリャーゼフ（Борис Темирязев）」がある。作家パーヴェル・アンネンコフの息子である。

## 生涯
カムチャツカ半島のペトロパブロフスクに生まれる。彼の父パーヴェルは、反ツァーリ運動に参加して受刑している最中だった。サンクトペテルブルクでギムナジウムを終了し、1907年からペテルブルク大学法学部に籍をおいていたが、同時にシュティーグリッツ男爵の創立した美術学校へ通う。1909年からサヴェーリー・ザイデンベルクのアトリエで学んでおり、同窓にマルク・シャガールがいた。
1910年、国立美術アカデミー教授ジャン・ツィオングリンスキーの生徒となり、師の忠告により1911年から1914年までパリで絵画の修行を続ける。フェリックス・ヴァロットンに師事し、当時の友人たちはシャガール、オシップ・ザッキン、モイズ・キスリングなどであった。1913年に初めてアンデパンダン展に出品した時には、ヨーロッパ最先端の主潮である未来派やキュビズムを吸収していた。

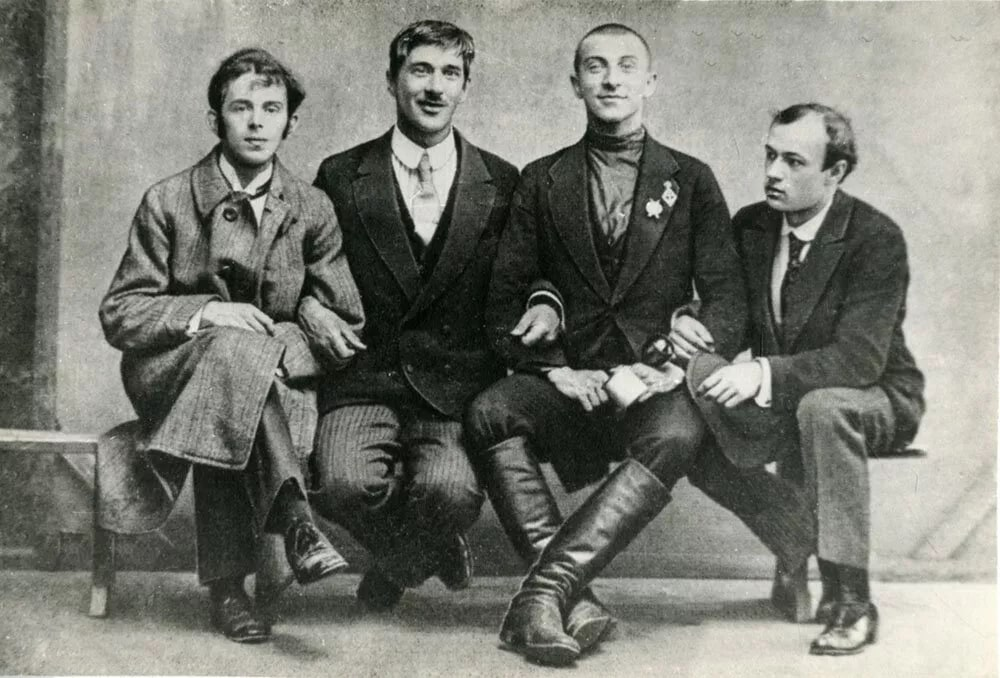
左からマンデリシュタム、チュコフスキー、リフシッツ、アンネンコフ

1914年にペテルブルクに戻ったアンネンコフは、ミハイル・ラリオーノフやカジミール・マレーヴィチの影響を受けつつも、画家・立体造形家・装飾家として独自の手腕を発揮した。同時にユーモア雑誌『サチリコン』に寄稿し、作家としての活動も始める。 
1917年のロシア革命後、政府の依頼によりレーニン、トロツキー、スターリンなどの指導者たちの肖像を描く。1920年に国立高等工芸研究所の教授に任ぜられ、同じ年に国家プロジェクトとして2つの集団スペクタクル『解放された労働の讃歌』『冬宮奪取』の上演を担当。1914年から1925年のあいだに彼が舞台にのせた戯曲は40篇に上る。この時期に協力関係にあった芸術家として、ニコライ・エヴレイノフ、フセヴォロド・メイエルホリドがいる。 
1925年、共産主義政権のもとでは芸術家として生存できないと考えたアンネンコフはパリに赴き、生涯ソ連に帰ることはなかった。フランス・西ドイツ・イタリアなどを中心に演劇や映画の美術を担当し、また本の装幀でも作品を残している。

## 著作・作品

### 画集
- Georges Annenkoff Portraits（1922年、Petropolis社）
- Семнадцать портретов（1926年、国立出版所）… 教育人民委員アナトリー・ルナチャルスキーが編集する。

### 回想緑
- Дневник моих встреч. Цикл трагедий  （2巻）
- 青山太郎・訳『同時代人の肖像』上・中（1971年、現代思潮社）